# Agalliana fusca
Agalliana fusca är en insektsart som beskrevs av Paul W. Oman 1934. Agalliana fusca ingår i släktet Agalliana och familjen dvärgstritar. Inga underarter finns listade i Catalogue of Life.